# David Rebentrost

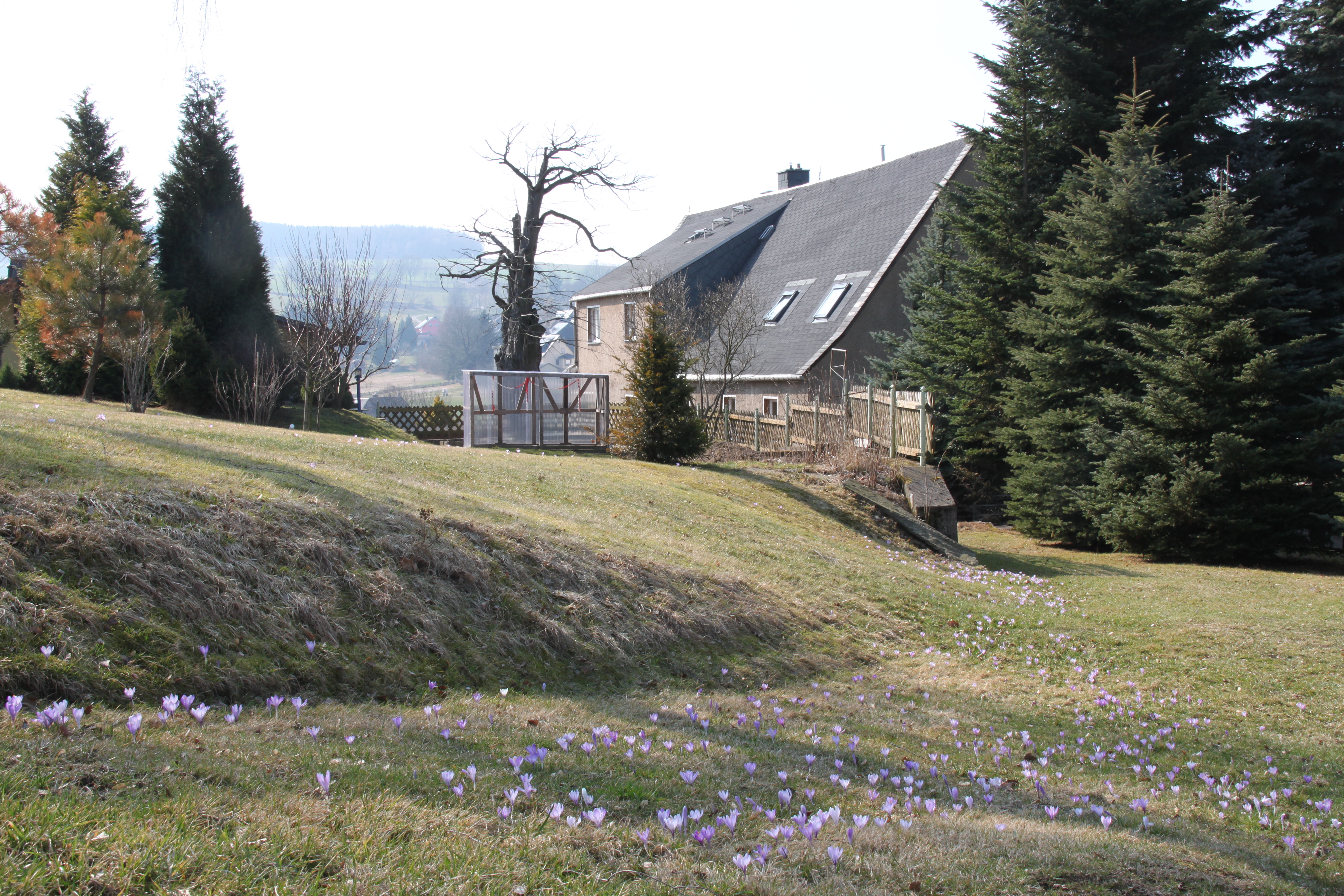
Pfarrgut (Farní pozemek) v Drebachu s odumřelým tisem a kvetoucími krokusy v popředí

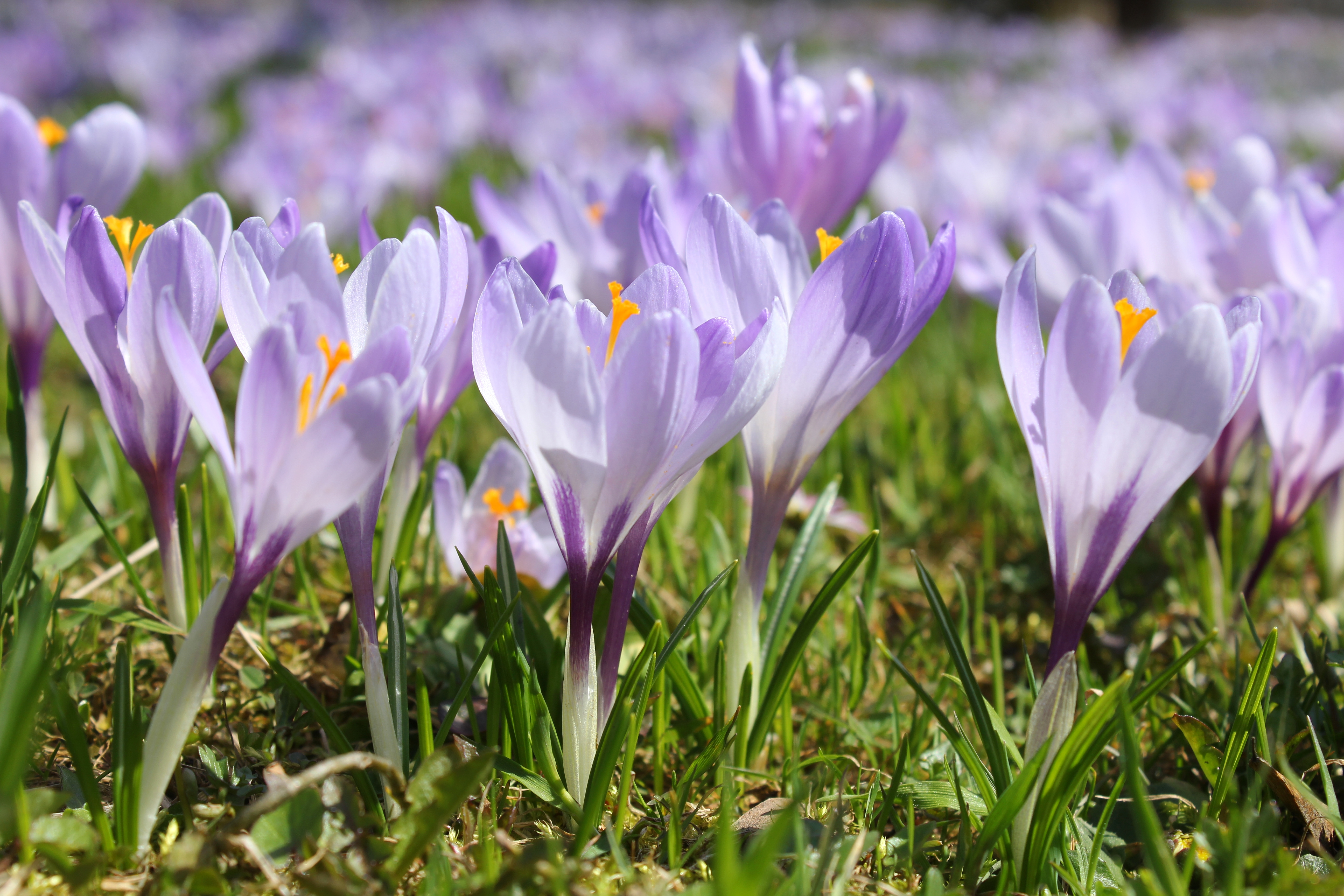
Detail drebašských krokusů

David Rebentrost (15. července 1614 v Jáchymově – 15. prosince 1703 v Drebachu) byl německý evangelicko-luteránský farář, působící také jako lékař, léčitel a šlechtitel rostlin. Drebašské krokusové louky v krušnohorské obci Drebach podle legendy vznikly jeho rukou, poté, co zde vysadil několik krokusů (Crocus albiflorus subsp. neapolitanus).